# الدوري الإنجليزي الممتاز للسيدات 2015
الدوري الإنجليزي الممتاز للسيدات 2015 (بالإنجليزية: 2015 FA WSL)‏ هو الموسم 5 من الدوري الإنجليزي الممتاز للسيدات. أقيم خلال الفترة 25 مارس 2015 وحتى 4 أكتوبر 2015، وأشرف على تنظيمه الاتحاد الإنجليزي لكرة القدم، وكان عدد الأندية المشاركة فيه 8، وفاز فيه نادي تشيلسي لكرة القدم للسيدات.